# 소주연
소주연(1993년 12월 31일~)은 대한민국의 배우이다.

## 성장 과정
소주연은 서울시 영등포구에서 외동으로 자랐다. 모 대학교 일본어과를 졸업했다. 본관은 진주.

## 경력
2016년 브랜드 룩북 모델활동을 시작으로 2017년 가그린 광고로 대중들에게 서서히 알려지게 되면서 같은 해 단편영화, LG U+ 광고를 하였고 2018년 《속닥속닥》이라는 영화로 영화계에 정식으로 데뷔하며 플레이리스트 《하찮아도 괜찮아》라는 웹드라마를 시작으로 《회사 가기 싫어》, 《내 사랑 치유기》에 출연하며 본격적으로 연기 활동을 시작으로 올리브영, SK텔레콤 등에 광고를 하였다. 2019년 《잔칫날》이라는 독립영화를 시작으로 《회사가기 싫어》가 정식 개편되고 웹드라마로 《오지는 녀석들》에 출연하며 《회사 가기 싫어》에 함께 출연했던 배우 김중돈과 함께 청년내일채움공제의 공익광고 모델로 발탁되었다. 2020년 SBS 드라마 《낭만닥터 김사부 2》에 출연하며 배우로서의 입지를 발돋움하는 모습을 보여주었다. 뮤직비디오 유승우 & 윤하, '티가나' 존박 'SMILE', 김필, 천단비, 윤종신'2019 월간 윤종신 8월호', 하동균, 윤종신 '2019 월간 윤종신 9월호' 등에 출연하였다. NYLON 4월호, allure, bnt, 아레나 옴므 4월호, 그라치아 4월호 모델로 활동하였다. 이후 카카오TV에서 방영된 《도시남녀의 사랑법》, 《아름다웠던 우리에게》 등에 출연하였고, wavve를 통해 플레이리스트에서 제작한 《청춘블라썸》에도 출연하였다. 2023년 방송예정인 《낭만닥터 김사부 3》에 캐스팅되었다.

## 출연 작품

### 영화
| 연도 | 제목     | 역할   | 비고       |
| ---- | -------- | ------ | ---------- |
| 2017 | 이름     | 주연   | 단편영화   |
| 2018 | 속닥속닥 | 여은하 | 장편데뷔작 |
| 2020 | 태백권   | 주연   | 특별출연   |
| 2020 | 잔칫날   | 경미   | 독립영화   |

### 드라마
- 2018년 플레이리스트 10부작 웹 드라마 《하찮아도 괜찮아》 ... 김지안 역
- 2018년 KBS2 6부작 수요 미니시리즈 《회사 가기 싫어》 ... 이유진 역
- 2018년 MBC 일요 특별기획 드라마 《내 사랑 치유기》 ... 양은주 역
- 2019년 KBS2 12부작 화요 미니시리즈 《회사 가기 싫어》 ... 이유진 역
- 2019년 tvN D story 웹 드라마 《오지는 녀석들》 ... 이진주 역
- 2020년 SBS 월화 미니시리즈 《낭만닥터 김사부 2》 ... 윤아름 역
- 2020년 tvN 8부작 월화 미니시리즈 《산후조리원》 ... 알렉스 역 (특별출연)
- 2020년 카카오 tv 화, 금 웹 드라마 《도시남녀의 사랑법》 ... 서린아 역
- 2020년 카카오 tv 월, 목, 토 웹 드라마 《아름다웠던 우리에게》 ... 신솔이 역
- 2021년 KBS2 단막극 《드라마 스페셜 - 셋》 ... 김종희 역
- 2022년 Wavve 오리지널 시리즈 《청춘 블라썸》 ... 한소망 역
- 2023년 SBS 금토 미니시리즈 《낭만닥터 김사부 3》 ... 윤아름 역
- 2024년 tvN 주말 미니시리즈 《졸업》 ... 남청미 역
- 2024년 SBS 2부작 특집극 《우리들의 초콜릿 순간》 ... 주슬기 역
- 2025년 tvN 미니시리즈 《프로보노》 ... 박기쁨 역

## 연기 외 활동

### CF
| 연도 | 기업/기관명          | 제품명                   | 종류     |
| ---- | -------------------- | ------------------------ | -------- |
| 2017 | 투쿨포스쿨           | 매스틱인핸서             | 화장품   |
| 2017 | 동아제약             | 가그린                   | 의약외품 |
| 2017 | (주)포컴퍼니         | 아비브 코스메틱          | 화장품   |
| 2017 | LG 유플러스          | 반려동물 IoT앳홈         | IT       |
| 2017 | 아웃백스테이크하우스 | 아웃백 토마호크 스테이크 | 음식     |
| 2018 | 올리브영             | 브링그린                 | 마켓     |
| 2018 | SK텔레콤             | 0플랜                    | 통신사   |
| 2018 | 산토리               | 호로요이                 | 음료     |
| 2019 | 농심그룹             | 농심 튀김우동            | 음식     |
| 2019 | 고용노동부           | 청년내일채움공제         | 공익광고 |
| 2019 | 산토리               | 호로요이                 | 음료     |
| 2021 | 한국아지노모도(주)   | 보노                     | 식품     |

### 뮤직 비디오
| 연도 | 제목                     | 가수                 | 비고 |
| ---- | ------------------------ | -------------------- | ---- |
| 2017 | <두려워질만큼>           | 슈가볼               |      |
| 2017 | <연애상담>               | 옥상달빛             |      |
| 2017 | <인턴>                   | 옥상달빛             |      |
| 2017 | <티가나>                 | 유승우 & 윤하        |      |
| 2017 | <star>                   | 보이프렌드           |      |
| 2017 | <SMILE>                  | 존박                 |      |
| 2019 | <청춘>                   | 임현정               |      |
| 2019 | <2019 월간 윤종신 8월호> | 김필, 천단비, 윤종신 |      |
| 2019 | <2019 월간 윤종신 9월호> | 하동균, 윤종신       |      |
| 2019 | <Lemon>                  | ADOY                 |      |

## 수상 내역
| 연도 | 시상식                         | 부문                         | 작품              | 결과 |
| ---- | ------------------------------ | ---------------------------- | ----------------- | ---- |
| 2017 | 무신사어워즈                   | 베스트 여성 모델 부문 1위    | 빈칸              | 수상 |
| 2018 | 케이모델 어워즈&아시아 미 어워 | 올해의 모델상 부문 CF 모델상 | 빈칸              | 수상 |
| 2020 | SBS 연기대상                   | 여자 신인 연기상             | 낭만닥터 김사부 2 | 수상 |
| 2023 | 제14회 코리아 드라마 어워즈    | 여자 조연상                  | 낭만닥터 김사부 3 | 수상 |